# بروك إليوت
بروك إليوت (بالإنجليزية: Brooke Elliott)‏ هي ممثلة أمريكية، ولدت في 16 نوفمبر 1974 في الولايات المتحدة. بدأت مشوارها المهني سنة 1999.

## أعمال

### أفلام
- (2000) ما تريده النساء[4]

### مسلسلات
- دروب ديد ديفا

## وصلات خارجية
- بروك إليوت على موقع IMDb (الإنجليزية)
- بروك إليوت على موقع ألو سيني (الفرنسية)
- بروك إليوت على موقع قاعدة بيانات برودواي على الإنترنت (الإنجليزية)
- بروك إليوت على موقع قاعدة بيانات الفيلم (الإنجليزية)
- بروك إليوت على موقع كينوبويسك (الروسية)